# Dorothy Dandridge
Dorothy Dandridge (Cleveland, Ohio, 9 de noviembre de 1922-Hollywood, 8 de septiembre de 1965) fue una cantante y actriz estadounidense, la segunda afroamericana nominada a un Óscar (en 1954, por su papel en la película Carmen Jones, de Otto Preminger). A pesar de sus puntuales éxitos el racismo imperaba en esa época, y Dorothy Dandridge falleció prematuramente, tras varios reveses profesionales y personales. Estrellas posteriores la han elogiado como una pionera, entre ellas Halle Berry, quien encarnó su personaje en una película biográfica.

## Biografía
Dorothy Dandridge nació en Cleveland (estado de Ohio), hija de un ebanista, Cyril Dandridge, y de una aspirante a artista, Ruby Dandridge. El matrimonio tuvo dos niñas (Vivian y Dorothy) y se separó pronto, y ambas quedaron al cuidado de la madre, quien las introdujo a edad muy temprana en el mundo del espectáculo.

### Estrella infantil
Llamadas artísticamente The Wonder Children, Vivian y Dorothy trabajaron durante 5 años en el sur de los Estados Unidos, principalmente en locales de variedades de modesta categoría, los únicos no sometidos a la segregación racial. Mientras, su madre siguió actuando en Cleveland.
La gran depresión posterior al crac del 29 sumió en una seria crisis al mundo del espectáculo, y Ruby Dandridge optó por ir a Hollywood, donde obtuvo pequeños papeles en radio y televisión, mientras sus 2 hijas se rebautizaban como The Dandridge Sisters y actuaban en Nueva York, en locales del barrio de Harlem como el Cotton Club, al que Francis Ford Coppola dedicaría una película.

### Inicios en el cine
En 1935, Dorothy Dandridge hizo su incursión en el cine participando en un cortometraje de la serie infantil Our Gang, y 2 años después tuvo un pequeño papel en el clásico Un día en las carreras, de los Hermanos Marx. En 1940 rodó la película Four Shall Die, típica del género llamado entonces cine racial o cine negro, enteramente producido y dirigido al público afroestadounidense, que tenía prohibido el acceso a los cines de público blanco.
Aunque los papeles que le ofrecían eran limitados e insistían en los tópicos sobre la población negra, Dorothy Dandridge se labró una creciente popularidad como artista de variedades, por su calidad como cantante y su dominio del escenario. A esta fama contribuyeron varios soundies de éxito, antecesores del actual video musical, que Dorothy grabó para los tocadiscos de monedas (jukebox).

### Carmen Jones

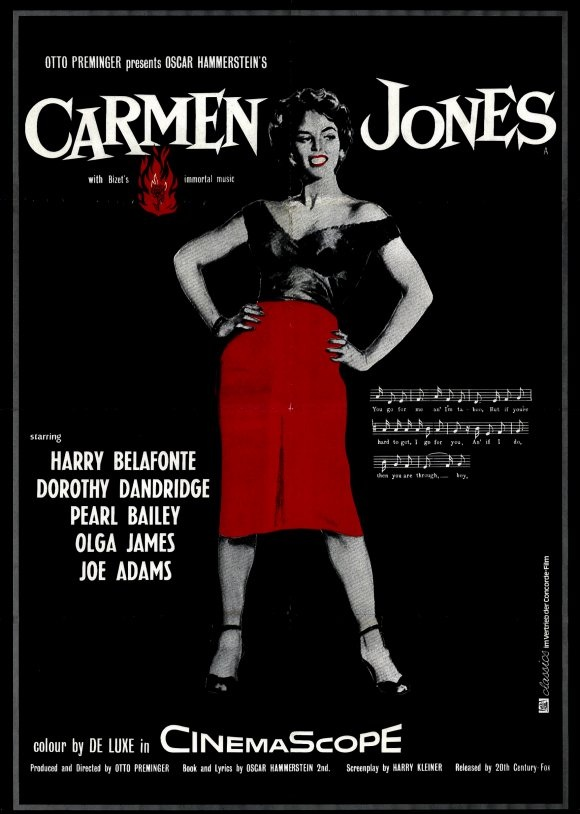
Cartel de la película Carmen Jones.

El gran éxito que dio a Dorothy la fama definitiva fue Carmen Jones (1954), adaptación al cine del musical de Broadway de 1943, inspirado a su vez en la ópera Carmen de Georges Bizet. El director Otto Preminger incluyó a Dorothy en un amplio reparto de actores negros, junto con Harry Belafonte y Diahann Carroll.
Carmen Jones fue un éxito de taquilla, y Dorothy Dandridge alcanzó el hito de ser nominada al Oscar a la mejor actriz; hasta entonces, solo dos actores afroestadounidenses habían sido nominados, pero ambos en categoría de actores secundarios. Uno de ellos fue Hattie McDaniel, la entrañable Mammie de Lo que el viento se llevó. Pero, al contrario que Hattie, Dorothy no consiguió ganar la estatuilla, pues fue derrotada por Grace Kelly.
En 1959, Dorothy volvió a rodar bajo las órdenes de Otto Preminger: en esta ocasión, la adaptación al cine de Porgy & Bess, trabajo por el cual ella fue nominada al Globo de Oro. Colaboraron Sydney Poitier, Sammy Davis Jr. y Diahann Carroll.

### Apartada deCleopatra
Como nominada al Óscar, Dorothy Dandridge se erigió en un personaje de referencia para la población afroestadounidense, pero sufrió vaivenes tanto en su vida profesional como en la personal, y terminaría falleciendo prematuramente.
Un serio revés en su carrera se produjo cuando fue apartada de la superproducción Cleopatra, que preparaba Rouben Mamoulian. Cuando este fue reemplazado por Joseph L. Mankiewicz, todos los actores principales fueron también sustituidos, y se eligió a Elizabeth Taylor y a Richard Burton, dos estrellas con mayor atracción comercial, como protagonistas. Dado que esta medida se produjo con el rodaje ya empezado, los productores tuvieron que desechar todo el material rodado y repetirlo con el nuevo reparto, una de las razones del descomunal desfase presupuestario de esta película.

### Últimos años
Dorothy Dandridge vio declinar su estrellato en el cine y tuvo que subsistir como cantante en locales de variedades. 
Una anécdota acerca de los problemas raciales que sufrió fue representada en una película sobre su vida, Introducing Dorothy Dandridge, rodada para el canal HBO por Halle Berry en 1999. Una vez Dandridge fue contratada para actuar como cantante en un hotel de categoría 5 estrellas, y fue la primera mujer negra en hospedarse en tal hotel. Después de estar en su habitación, decide bajar hasta la piscina del hotel para bañarse en ella, y un encargado se dirigió hacia ella para indicarle que no podía nadar allí por ser negra. Ella lo miró e introdujo la punta de su pie para salpicarle y señaló que era la gente blanca como él la que no era digna de nadar allí y se marchó. Horas más tarde, la piscina fue desocupada y "desinfectada", pero Dandridge supo erguirse con dignidad ante este hecho.
En 1965, a la edad de 42 años, falleció en su casa en West Hollywood, debido a una sobredosis de imipramina, un antidepresivo tricíclico. Pero hay una versión de la oficina del forense del condado de Los Ángeles que concluyó que murió de una embolia grasa resultante de una fractura en el pie derecho sufrida cinco días antes.
Halle Berry ganó un Premio Emmy en su papel de Dorothy Dandridge, y volvió a recordarla cuando recogió su Óscar por Monster's Ball.

## Premios y distinciones
Premios Óscar
| Año  | Categoría    | Película     | Resultado |
| ---- | ------------ | ------------ | --------- |
| 1955 | Mejor actriz | Carmen Jones | Nominada  |